# Lateinertakelung

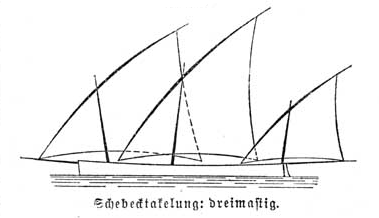
Dreimastige Schebeckentakelung

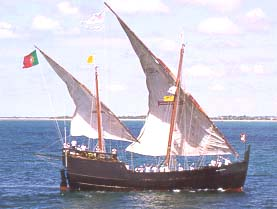
Boa Esperança, Nachbau einer portugiesischen Karavelle

Die Lateinertakelung war ab dem Frühmittelalter (6. Jahrhundert n. Chr.) bis in das Zeitalter der Entdeckungen hinein die vorherrschende Takelung für Schiffe im Bereich des Mittelmeeres (siehe auch: Lateinersegel). Ausgehend von Küstenfahrzeugen der Römer entwickelte sie sich über den Schiffstyp der Galeasse bis zur Schebecke, die Krönung und Endpunkt dieser Takelart darstellt. 
Die portugiesischen Karavellen, die im 15. Jahrhundert das Zeitalter der Entdeckungen einläuteten, waren lateinisch getakelt. Durch die Lateinertakelung ergab sich erstmals die Möglichkeit, mit einem entsprechend geformten Kiel gegen den Wind zu segeln. In puncto Wendigkeit waren diese Schiffe den reinen Rahseglern der Nordeuropäer überlegen. Ein Nachteil ergab sich durch die enorm langen Spieren, die bei jeder Wende nach hinten und bei jeder Halse nach vorn um den Mast herumgenommen werden mussten. Dadurch waren sehr große Mannschaftsstärken erforderlich, und das Segel musste bei zu starkem Wind für jede Wende ganz heruntergenommen werden. 
Das Gaffelsegel kann als Weiterentwicklung der Lateinertakelung angesehen werden.